# لونی آکرمن
لونی آکرمن (انگلیسی: Loni Ackerman؛ زادهٔ ۱۰ آوریل ۱۹۴۹) یک هنرپیشه، و خواننده اهل ایالات متحده آمریکا است.